# Ve y pon un centinela
Ve y pon un centinela (en inglés original, Go Set a Watchman) es una novela de Harper Lee publicada el 14 de julio de 2015. Aunque se comercializó como una secuela, es en realidad el primer borrador de su primera y otra única obra, Matar a un ruiseñor (1960), la cual fue galardonada con un Premio Pulitzer. 
La historia gira en torno al personaje de "Scout" Finch, que viaja de Nueva York a la localidad sureña de Maycomb para visitar a su padre, Atticus Finch. El título hace referencia a un fragmento del Libro de Isaías: Pues así me ha hablado el Señor: "Ve y pon un centinela para que comunique lo que vea", en referencia a Atticus, que actúa de guía moral en la localidad sureña. 
El descubrimiento inesperado del libro en una caja fuerte en Monroeville en 2011, décadas después de que fuera escrito, así como el renombre de Matar a un ruiseñor, considerado uno de los grandes clásicos americanos, hizo que el libro gozara de una gran acogida, siendo la publicación más reservada para su compra en Amazon desde 2007.

## Controversia sobre la publicación
Los hechos en torno a la publicación del libro han sido considerados por algunas fuentes como "sospechosos", sugiriendo que éste podría haber sido comercializado sin el pleno consentimiento de Harper Lee, citando como pruebas su mala salud, declaraciones que había hecho en el pasado sobre no desarrollar otras obras y la muerte de su hermana  y principal valedora dos meses antes del anuncio de su producción. Ciertos medios de comunicación, tales como NPR  o  BBC News, investigaron sobre el tema y consideraron que los términos bajo los que se publicó el libro no eran claros, ni el papel que Lee había tenido a la hora de tomar la decisión. Ante estas declaraciones, un grupo de agentes del Estado de Alabama interrogaron en abril de 2015 a la  escritora ante un posible caso de abuso de ancianos y concluyeron que tales temores eran infundados.
La opinión entre los allegados de Lee fue contradictoria. El historiador y amigo de la escritora Wayne Flynt dijo a Associated Press que la "narrativa de senilidad y de explotación" era absurda, y que ella era perfectamente capaz de decidir sobre el asunto. Sin embargo, 
Marja Mills, autora de The Mockingbird Next Door: Life with Harper Lee, amiga y vecina de Lee y su hermana Alice describió una imagen radicalmente distinta para The Washington Post. En el artículo destaca el hecho de que se anunciara la publicación de la obra dos meses después de la muerte de su hermana Alice, que la cuidó durante la mayor parte de su vida adulta, y aseguró que la novelista estaba "en silla de ruedas, internada en una residencia, casi ciega y sorda y con un guardia uniformado en la puerta" que restringía sus visitas a las de una lista previamente aprobada.